# Эли II (граф Мэна)
Эли II Анжуйский или Эли II дю Мэн (фр. Élie II d'Anjou, до 1115 — 15 января 1151, Тур), граф Мэна в 1151, младший сын Фулька V, графа Анжу и короля Иерусалима, и Ирменгарды, графини дю Мэн.

## Биография
Отправившись в Иерусалим, отец предоставил ему графство Мэн, но старший брат Эли, Жоффруа V Плантагенет, сохранил графство за собой. В 1145 году Эли восстал против брата, потребовав себе графство, но брат победил его и заключил в тюрьму.
Согласно некоторым источникам, в начале января 1151 года (или в конце 1150-го) брат освободил Эли II и признал его графом Мэна. Через несколько дней после этого Эли умер от лихорадки.

## Брак и дети
Жена: Филиппина, дочь Ротру III, графа дю Перш
- Беатрис дю Мэн; муж: Жан I, граф Алансона